# Song Giwon
Pour les articles homonymes, voir Song (homonymie).
Dans ce nom coréen, le nom de famille, Song, précède le nom personnel.
Song Giwon (en coréen : 송기원), né le 1er juillet 1947 dans le Boseong (province du Jeolla du Sud, Corée du Sud) et mort le 31 juillet 2024, est un écrivain sud-coréen.

## Biographie
Song Gi-weon est né le 1er juillet 1947 dans le Boseong (province de Jeolla du Sud). En 1966, alors qu'il était encore étudiant au lycée Joseon, son poème Champ de fleurs (Kkotbat) fut choisi pour recevoir le premier prix dans un concours d'écriture à l'échelle nationale concernant les élèves du secondaire et parrainé par l'université de Corée. Plus tard, son poème Chanson du vent (Baramui Norae) fut choisi dans un concours similaire organisé par l'institut des arts Sorabol. En 1967 son poème Une nuit sans sommeil (Bulmyeonui bam) lui permet de remporter le premier prix du concours littéraire du printemps organisé par le journal Jeonnam Ilbo. En 1968, grâce au résultat du concours, il entre à l'École des arts Sorabol. 
Sa vie personnelle n'a pas été un long fleuve tranquille. Song Giwon a été élevé depuis l'enfance par son beau-père après le divorce de ses parents. Son père biologique, alcoolique et consommateur d'opium, se coucha sur une voie ferrée en état d'ivresse et perdit la vie alors que Song n'avait que 18 ans. Devenu instable, Song eut souvent des ennuis dans sa jeunesse à cause de bagarres avec ses camarades, mais il était un élève brillant qui remportait régulièrement les concours de littérature, et son talent d'écrivain fut reconnu très tôt. Tout en cultivant une certaine autodérision et se qualifiant d'enfant de « mauvais sang », ses jeunes années ont été nourries par sa volonté tenace de devenir un écrivain professionnel. 
Il s'est porté volontaire pour la guerre du Viêt Nam en 1970, mais a été frappé par la malaria et renvoyé en Corée après un séjour à l'hôpital. Il a défini son expérience du Viêt Nam comme un temps d'auto-destruction où il s'est mis lui-même aux portes des ténèbres. Après avoir survécu à la mort, il a commencé à écrire régulièrement des poèmes et des romans à partir de 1974. Au début de sa carrière, il a concentré son attention sur l'oppression politique en Corée du Sud. Son instinct auto-destructeur réapparaît au moment de la « résistance » pour défendre la démocratie ; pendant les années 1970, il employa ses talents d'écrivain pour participer à la rédaction de la Déclaration de la situation politique sur le plan national. Puis, en 1980, il fut incarcéré durant un certain temps pour son implication dans l'incident de Kim Dae-jung (alors leader du parti d'opposition). Il a ensuite aidé à planifier et à publier plusieurs revues progressistes (Silcheon Munhak, Minjung Gyoyuk, Munhak Nodong, etc) et a servi de chef de file dans la démocratisation et les mouvements populaires, actions pour lesquelles il a été arrêté et emprisonné plusieurs fois, ce qui l'a par ailleurs contraint à arrêter temporairement d'écrire. 
À partir des années 1990, Song revient à l'écriture créative. Après ses voyages en Inde et en Birmanie (ou Myanmar) en 1997, il s'est familiarisé avec le bouddhisme et s'est tourné progressivement vers des thèmes bouddhistes et vers l'auto-observation.

## Œuvre
La série de nouvelles intitulées À Wolmunni (Wolmunnieseo), que Song a écrites au début de sa carrière, dépeint le fossé entre les paysans et les intellectuels et suit le processus de découverte de la sagesse cachée dans la vie des anciens. Avec le point de vue d'un observateur à la première personne, l'auteur dépeint les conditions sociales des paysans et souligne le travail comme activité de médiation entre l'être humain et la nature. Ce faisant, il confirme les vertus de la terre et explore les possibilités d'une connexion entre les intellectuels et les paysans. 
À Wolmunni IV (Wolmunnieseo IV) contient à la fin une scène dans laquelle un vieil homme originaire de Corée du Nord nommé Cho Mandol, n'affichant aucun intérêt pour la politique alors que l'ensemble de la nation réclame la réunification des familles séparées, décide de façon inattendue de partir à la recherche de son frère cadet. Cette dernière scène est particulièrement impressionnante, dans la mesure où l'auteur capte avec succès la vie et la sagesse des paysans, qui arrivent à rester dignes dans une période de fortes turbulences entre les deux pays. Dans son récit Encore à Wolmunni (Dasi Wolmunni-eseo) – conclusion de la série À Wolmunni –, on trouve une scène où le protagoniste apprend la mort de sa mère en prison, scène juxtaposée avec le moment où il visite la tombe de sa mère, et les deux scènes se terminent avec la condamnation du protagoniste, condamnation qui lui fait dire qu'il « ne vivra pas aussi facilement que sa mère ». L'appréciation et la compréhension de sa mère par le protagoniste, toutes les choses qui se révèlent à lui à la fin du texte se combinent pour produire un passage touchant et mémorable. 
Parmi les travaux les plus récents de Song, on trouve Venez à moi, ce sera un plaisir d'aller vers vous (Neo-ege gama Na-ege ora), roman qui a pour toile de fond un marché et qui décrit les grandes peines des gens ordinaires dans leur quête d'amour et d'espoir. Bien que leurs vies soient entachées par le désespoir, la folie et la violence, l'auteur dépeint de façon réaliste leur comportement corrompu comme résultant non pas d'une nature en elle-même corrompue, mais provenant d'un sentiment de désolation et de désespoir. Le style lyrique de Song est ici particulièrement efficace dans la représentation des vies « grossières » de ces personnes tout en leur conférant des aspects multiples et une beauté touchante.

## Publications

### Romans
- 열아홉 살의 시 Poèmes d'un garçon de dix-neuf ans (1977)
- 월행 Un voyage sous la lueur de la lune (1979)
- 다시 월문리에서 Encore à Wolmunni (1984)

### Recueils de poèmes
- 그대 언 살이 터져 시가 빛날 때 Jusqu'à ce que la poésie fleurisse sur ta peau gelée et gercée (1984)
- 마음속 붉은 꽃잎 Des fleurs rouges au fond du cœur (1990)

## Récompenses
- 1993 : Prix Dong-in pour 아름다운 얼굴 Beau visage
- 2003 : Prix Daesan pour 사람의 향기 Parfum de l'Homme